# San Bernardino Verbano
San Bernardino Verbano (piemontiul: San Bernardin) település Olaszországban. Lakosainak száma 1240 fő (2023. január 1.). San Bernardino Verbano Mergozzo, Verbania, Cossogno és Premosello-Chiovenda községekkel határos.

## Népesség
A település népességének változása:
| Lakosok száma | 1324 | 1319 | 1240 |
|               | 2017 | 2018 | 2023 |